# Giuseppe Forti
| Odkryte planetoidy: 49   | Odkryte planetoidy: 49 | Odkryte planetoidy: 49 |
| ------------------------ | ---------------------- | ---------------------- |
| (10591) Caverni          | 13 sierpnia 1996       |                        |
| (10928) Caprara          | 25 stycznia 1998       |                        |
| (11337) Sandro           | 10 sierpnia 1996       |                        |
| (11621) Duccio           | 15 sierpnia 1996       |                        |
| (12044) Fabbri           | 29 marca 1997          |                        |
| (12928) Nicolapozio      | 30 września 1999       |                        |
| (14659) Gregoriana       | 15 stycznia 1999       |                        |
| (14953) Bevilacqua       | 13 lutego 1996         |                        |
| (15004) Vallerani        | 7 grudnia 1997         |                        |
| (15006) Samcristoforetti | 27 lutego 1998         |                        |
| (15098) 2000 AY2         | 1 stycznia 2000        |                        |
| (15360) Moncalvo         | 14 lutego 1996         |                        |
| (15418) Sergiospinelli   | 27 lutego 1998         |                        |
| (17019) Aldo             | 23 lutego 1999         |                        |
| (18628) Taniasagrati     | 27 lutego 1998         |                        |
| (20200) Donbacky         | 28 lutego 1997         |                        |
| (22517) Alexzanardi      | 26 lutego 1998         |                        |
| (26497) 2000 CS1         | 3 lutego 2000          |                        |
| (27005) Dariaguidetti    | 27 lutego 1998         |                        |
| (27364) 2000 EJ14        | 3 marca 2000           |                        |
| (29550) Yaribartolini    | 25 stycznia 1998       |                        |
| (31153) Enricaparri      | 26 października 1997   |                        |
| (33162) Sofiarandich     | 27 lutego 1998         |                        |
| (35464) Elisaconsigli    | 27 lutego 1998         |                        |
| (39871) Lucagrazzini     | 27 lutego 1998         |                        |
| (39875) Matteolombardo   | 27 lutego 1998         |                        |
| (42929) Francini         | 8 października 1999    |                        |
| (46702) Linapucci        | 28 lutego 1997         |                        |
| (48381) 1977 SU3         | 17 września 1977       |                        |
| (48842) Alexmazzanti     | 25 stycznia 1998       |                        |
| (49987) Bonata           | 3 stycznia 2000        |                        |
| (53053) 1998 XH9         | 12 grudnia 1998        |                        |
| (58572) Romanella        | 7 września 1997        |                        |
| (58702) Tizianabitossi   | 25 stycznia 1998       |                        |
| (58709) Zenocolò         | 14 lutego 1998         |                        |
| (70744) Maffucci         | 9 listopada 1999       |                        |
| (82463) Mluigiaborsi     | 21 lipca 2001          |                        |
| (82657) 2001 PA14        | 14 sierpnia 2001       |                        |
| (86195) 1999 ST9         | 30 września 1999       |                        |
| (103249) 2000 AA5        | 3 stycznia 2000        |                        |
| (103421) Laurmatt        | 6 stycznia 2000        |                        |
| (108205) Baccipaolo      | 26 kwietnia 2001       |                        |
| (108702) 2001 OX16       | 21 lipca 2001          |                        |
| (121770) 2000 AV2        | 1 stycznia 2000        |                        |
| (137082) Maurobachini    | 12 grudnia 1998        |                        |
| (153468) 2001 RO16       | 12 września 2001       |                        |
| (192927) 2000 AH6        | 3 stycznia 2000        |                        |
| (193818) 2001 QH         | 16 sierpnia 2001       |                        |
| (347537) 1999 YY13       | 31 grudnia 1999        |                        |
| 1. 2. 3.                 |                        |                        |

Giuseppe Forti (ur. 21 grudnia 1939, zm. 2 lipca 2007) – włoski astronom. Wspólnie z innymi astronomami odkrył 49 planetoid.
Forti był stałym członkiem zespołu badawczego obserwatorium astrofizycznego Arcetri (Osservatorio Astrofisico di Arcetri) we Florencji. Wraz z Andreą Boattinim rozpoczął w lipcu 1999 roku program badawczy ANEOPP (The Arcetri Near Earth Object Precovery Program) zajmujący się analizowaniem archiwalnych zdjęć w celu zidentyfikowania i ustalenia orbit obiektów bliskich Ziemi.
W uznaniu jego pracy jedną z planetoid nazwano (6876) Beppeforti.